# 659 (szám)
A 659 (római számmal: DCLIX) egy természetes szám, prímszám.

## A szám a matematikában
A tízes számrendszerbeli 659-es a kettes számrendszerben 1010010011, a nyolcas számrendszerben 1223, a tizenhatos számrendszerben 293 alakban írható fel.
A 659 páratlan szám, prímszám. Normálalakban a 6,59 · 102 szorzattal írható fel.
Szigorúan nem palindrom szám.
A 659 négyzete 434 281, köbe 286 191 179, négyzetgyöke 25,67100, köbgyöke 8,70219, reciproka 0,0015175. A 659 egység sugarú kör kerülete 4140,61912 egység, területe 1 364 333,999 területegység; a 659 egység sugarú gömb térfogata 1 198 794 807,3 térfogategység.
A 659 helyen az Euler-függvény helyettesítési értéke 658, a Möbius-függvényé −1.